# Liste der Monuments historiques in Léoville (Charente-Maritime)
Die Liste der Monuments historiques in Léoville (Charente-Maritime) führt die Monuments historiques in der französischen Gemeinde Léoville auf.

## Liste der Bauwerke
| Bezeichnung          | Beschreibung              | Standort | Kennzeichnung | Schutzstatus | Datum | Bild           |
| -------------------- | ------------------------- | -------- | ------------- | ------------ | ----- | -------------- |
| Kirche St-Christophe | Erbaut im 12. Jahrhundert | (Lage)   | PA17000023    | Inscrit      | 2000  | weitere Bilder |

## Liste der Objekte
| Bezeichnung        | Beschreibung                                 | Standort                           | Kennzeichnung | Schutzstatus | Datum | Bild |
| ------------------ | -------------------------------------------- | ---------------------------------- | ------------- | ------------ | ----- | ---- |
| Kanzel             | Stein, 19. Jahrhundert                       | in der Kirche St-Christophe (Lage) | PM17000922    | Inscrit      | 1976  |      |
| Gemälde Kreuzigung | Öl auf Leinwand, Anfang des 19. Jahrhunderts | in der Kirche St-Christophe (Lage) | PM17001885    | Inscrit      | 2001  |      |